# Брозани на Охри
Брозани на Охри (чеш. Brozany nad Ohří) је насељено мјесто са административним статусом варошице (чеш. městys) у округу Литомјержице, у Устечком крају, Чешка Република.

## Становништво
Према подацима о броју становника из 2014. године насеље је имало 1.336 становника.